# ناباري (ميه)
مدينة ناباري (بالإنجليزية: Nabari)‏ هي أحد المدن التابعة لمحافظة ميه. تأسست رسميًا في 31/03/1954. ويقدر عدد سكانها بـ 81184 نسمة حسب تقدير مكتب الإحصاء الياباني لعام 2012. تبلغ مساحة ناباري 129.76 كم2. بكثافة سكانية تبلغ 626 نسمة/كم2.

## توأمة
لناباري (ميه) اتفاقيات توأمة مع:
- سوجو

## أعلام
- هوتارو ياماغوتشي
- مايك ناسو
- إيدوغاوا رانبو
- كينيتشي كاوانو
- أتسوشي أوكاموتو